# ويليام أوبراين (سياسي)
ويليام أوبراين (بالإنجليزية: William O'Brien)‏ هو سياسي أمريكي، ولد في 19 فبراير 1930 بجاكسونفيل في الولايات المتحدة، وتوفي في 25 يونيو 2007 بدولوث في الولايات المتحدة. حزبياً، نشط في الحزب الجمهوري لمينيسوتا ‏ والحزب الجمهوري. وقد انتخب عضو مجلس نواب مينيسوتا.